# Belayneh Densamo
Belayneh Densamo (ook wel Belayneh Dinsamo; Diramo Afarrara, 28 juni 1965) is een voormalige langeafstandsloper uit Ethiopië. Hij is de enige atleet in de geschiedenis van de marathon van Rotterdam, die deze wedstrijd viermaal op zijn naam schreef.

## Loopbaan
Densamo maakte in 1985 zijn marathondebuut bij de marathon van Addis Ababa en werd hierbij elfde in 2:28.26. Zijn eerste overwinning behaalde hij bij de Goodwill Games in 1986 met een tijd van 2:14.42. In het jaar erop liet hij zijn goede vorm blijken door zowel de marathon van Rotterdam als de marathon op de Afrikaanse Spelen van Nairobi te winnen.
Zijn grootste sportieve prestatie leverde Densamo in 1988 bij de marathon van Rotterdam door deze met een wereldrecordtijd te winnen in 2:06.50. Dit wereldrecord hield meer dan tien jaar stand (vanaf 1988 tot en met 1998). Uiteindelijk verbeterde in 1999 de Braziliaan Ronaldo da Costa zijn wereldrecord bij de marathon van Berlijn tot 2:06.05. In 1986 werd hij tweede bij de Tokyo International Marathon.
In 1996 legde Densamo opnieuw de marathon van Rotterdam winnend af. Ditmaal had hij 2:10.30 nodig om het parcours te voltooien. In datzelfde jaar nam hij ook deel aan de Olympische Spelen, maar moest deze wedstrijd voor de finish staken.
Zijn laatste marathon liep Densamo bij de marathon van Duluth in 1999 en hij finishte deze als elfde. Later werd hij atletiektrainer in de Verenigde Staten.

## Persoonlijk record
| Onderdeel | Prestatie       | Datum         | Plaats    |
| --------- | --------------- | ------------- | --------- |
| marathon  | 2:06.50 (ex-WR) | 17 april 1988 | Rotterdam |

## Palmares

### marathon
- 1985: 13e marathon van Addis Ababa - 2:28.26
- 1986:  marathon van Tokio - 2:08.29
- 1986:  marathon van Rotterdam - 2:09.09
- 1986:  Goodwill Games in Moskou - 2:14.42
- 1987:  marathon van Rotterdam - 2:12.58
- 1987:  Afrikaanse Spelen in Nairobi - 2:14.47
- 1987: 5e marathon van Fukuoka - 2:11.59
- 1988:  marathon van Arusha - 2:12.23
- 1988:  marathon van Rotterdam - 2:06.50 (WR)
- 1988:  marathon van Fukuoka - 2:11.09
- 1989:  marathon van Rotterdam - 2:08.40
- 1989: 9e New York City Marathon - 2:13.42
- 1990:  marathon van Tokio - 2:11.32
- 1990:  marathon van Fukuoka - 2:11.35
- 1991: 5e marathon van Rotterdam - 2:11.34
- 1993:  marathon van Peking - 2:12.11
- 1994: 12e marathon van Turijn - 2:15.05
- 1996:  marathon van Marrakech - 2:12.27
- 1996:  marathon van Rotterdam - 2:10.30
- 1996: 11e marathon van Fukuoka - 2:13.25
- 1996: DNF OS
- 1999: 11e marathon van Duluth - 2:18.48